# Kim San-ho
Kim San-Ho (en coréen : 김산호), également connu sous le nom de Sanho Kim, est un Manhwaga et dessinateur de comics coréen né en 1939.

## Biographie
Kim San-Ho naît en 1939. Durant la guerre de Corée, il dessine son premier strip, intitulé Mr. Manhong pour un journal de Pusan alors qu'il est dans un camp de réfugié. Après la guerre, il étudie au Seorabeol Art College de Séoul puis dessine la série The brilliant Twilight Star à partir de 1958. En 1959, il crée une autre série de science-fiction intitulée Lifi, the Fighter of Justice qui lui apporte le succès. Puis de 1961 à 1967, il continue dans ce genre avec Rhye Pye qui est aussi un succès. Par la suite il se diversifie et réalise des histoires des récits d'aventure,  de guerre ou du policier. En 1966, il part aux États-Unis où il fonde une maison d'édition puis devient directeur artistique de deux magazines : Off Broadway  et Village Times. À partir de 1969, il dessine des récits publiés dans des comic books. Il travaille principalement pour Charlton Comics sur des westerns comme Billy the Kid ou du fantastique avec The Many Ghosts of Doctor Graves,  Ghost Manor, Ghostly Haunts, etc. Lorsque la mode du Kung Fu s'invite dans les comics il dessine plusieurs épisodes de House of Yang pour Charlton et Deadly Hands of Kung Fu pour Marvel Comics. Il travaille aussi pour plusieurs magazines : Vampirella et Eerie chez Warren Publishing, plusieurs récits chez Skywald et Monsters Unleashed chez Marvel. En 1996, il retourne en Corée du Sud et se consacre plutôt à des bandes dessinée historiques comme Daejusinjeguksa , La rivière Duman et l'Histoire du grand Bouddha.